# Dendropsophus microcephalus
Dendropsophus microcephalus é uma espécie de anfíbio da família Hylidae. Pode ser encontrada no México, Guatemala, Belize, Nicarágua, Costa Rica, Panamá, Colômbia, Venezuela, Guiana, Suriname, Guiana Francesa e Brasil.